# ユーコ・ゴードン
ユーコ・ゴードン（Yuko Gordon、1951年2月23日 - ）は、香港の女性陸上競技選手。専門はマラソン。帰化する前の本名は長谷川 遊（はせがわ ゆう）。

## 経歴
1981年3月29日の篠山レディスマラソン（篠山町）では3時間3分6秒の成績で2位となる。同年と翌年の東京国際女子マラソンに出場し、1981年は香港陸上競技協会所属で19位、1982年は茨城キャセイロードランナーズクラブ所属で21位の成績であった。
1984年のロサンゼルスオリンピック日本代表選考会だった名古屋女子マラソンに出場し（所属は茨城陸上競技協会）、自己ベストの2時間41分27秒で8位となったが、日本の代表には選ばれずに終わる。
その後、香港永久性居民の身分（永住権）を取得。香港代表としてロサンゼルスオリンピックのマラソンに出場し、34位となっている。翌年のジャカルタでのアジア陸上競技選手権大会ではマラソンで銀メダルを獲得した。